# 老君山硝洞遺址
老君山硝洞遺址位於四川省江油市，文物年代為明至清。2006年5月25日列為第六批全國重點文物保護單位。